# Chaos Laboratory
A Chaos Laboratory  a  holland GMS psychedelic trance formáció  első albuma  1997-ből.

## Számok
1. "The Crow" – 7:36
2. "Do Androids Dream Of Electric Sheep" – 8:41
3. "Jaws" – 8:14
4. "Houston We Have A Problem" – 9:46
5. "The Last Block" – 7:25
6. "I'll Be Back" – 9:08
7. "Red Light" – 7:16
8. "La Raga" – 7:29
9. "The Crow (Remix)"
10. "Hashimoto"